# Rouelle (marque fromagère)
Rouelle est une marque commerciale déposée[réf. non conforme] utilisée pour un fromage industriel au lait cru de chèvre à pâte molle à croûte naturelle, fabriqué dans le Tarn par la SAS Fromagerie Le Pic.

## Origine de la marque et du fromage
Cette marque et le fromage attaché ont été inventés en 1984 par un couple de producteurs fermiers du Tarn à la demande d'un de leurs clients professionnels cannois. 
En 2020, la SAS Fromagerie Le Pic, propriétaire de la marque, établie à Penne, au nord-ouest du département du Tarn, qui en assure la fabrication via une petite fromagerie industrielle familiale[réf. non conforme],.

## Description du fromage
Le fromage est de forme cylindrique de 10 cm de diamètre sur 3,5 cm de hauteur avec un trou au centre. Il pèse environ 250 grammes et est issu de l'égouttage d'une pâte lactique. Sa surface est sèche, blanche ou cendrée.

## Provenance des produits agricoles mis en œuvre et outil de transformation
Il est élaboré avec le mélange des laits crus de chèvre de dix exploitations agricoles du nord du Tarn[réf. non conforme]. Les agriculteurs producteurs de lait, en contrat avec la SAS Fromagerie Le Pic, lui cèdent leurs productions. Tous les éleveurs nourrissent leurs chèvres sans OGM et le pâturage est valorisé. La Fromagerie Le Pic en assure la transformation via une laiterie établie sur une surface de 900 m2.